# 围棋发阳论
《围棋发阳论》（别名：不断樱）是由井上道節因碩（桑原道節）撰写的围棋死活题集。成书于1713年，为桑原道節从一千五百多题目中精选出一百八十多题目而成。名字中，“阳”是指围棋棋形中隐伏的手段（对应的“阴”则是指围棋的配置、结构），“樱”则是指围棋中精妙的手段。

## 版本历史

### 手抄版
《发阳论》原来是井上家中只有家族内高级弟子才可以阅读的秘籍，但原始手抄本在一场大火中被毁。

### 大野万岁馆本
在1914年（日本大正三年），日本大野万岁馆发行了《发阳论》最早公开发行的版本《围棋玲珑发阳论》（大野万岁馆本），由本因坊秀哉校订和解说。大野万岁馆本是本因坊秀哉依照加藤隆和氏版本与惠下田版本所定，共二百零二题。
在1953年（日本昭和二十八年），日本梧桐社依照大野万岁馆本又发行了由藤泽秀行解说的《发阳论》（梧桐社本）。
在1980年（日本昭和五十五年），日本山海堂依照大野万岁馆本出版了由桥本宇太郎解说的《发阳论》（山海堂本）。

### 平凡社版
20世纪70年代后期，发现了荒木氏版本，该版本题目和编排都与大野万岁馆本有所不同。1982年（日本昭和五十七年），日本平凡社依据荒木氏版本出版了《围棋发阳论》（平凡社版），藤泽秀行再次担任解说。

### 版本区别
大野万岁馆本与以大野万岁馆本为底本的版本中共有两百零二题，其中有十分之一的题目与早已流传至日本的中国古棋谱《玄玄棋经》相同。大野万岁馆本还根据研究结论将题目分为活之部、死之部、劫之部、胜之部、征之部与杂之部。并且大野万岁馆本第一题有结构性错误，被称做“《发阳论》第一题，黑先黑死”。
平凡社版共一百八十三题目，在大野万岁馆本中有二十一题不在其中出现，而平凡社版也有两题不在大野万岁馆本中出现。大野万岁馆本中错误的第一题则在平凡社版中位列第十七题。
由于《发阳论》中题目难度和水平均远高于《玄玄棋经》中一般题目，桑原道節身为棋坛领袖毫无必要行此抄袭之事，而荒木氏版本《围棋发阳论》中没有与《玄玄棋经》类似的作品，并且存有桑原道節的跋文，两道新题难度较大且风格与其他题目类似，因此普遍认为荒木氏版本更接近桑原道節所作的原本。

## 相关出版物
- 本因坊秀哉、十五世井上因碩：《囲碁珍瓏発陽論》，大野万歳館，1914年
- 橋本昌二：《名作詰碁辞典 玄玄碁経と発陽論》誠文堂新光社，1976年
- 橋本宇太郎：《発陽論—死活の秘伝》山海堂（日语：山海堂 (出版社)），1980年（修订版 2004年）
- 藤泽秀行：《囲碁発陽論》平凡社（東洋文庫），1982年
- 程晓流：《围棋发阳论新解》，1988年
- 高木祥一（日语：高木祥一）：《囲碁発陽論》教育社，1990年